# Гендрік Сімангунсонг
Гендрік Сімангунсонг (англ. Hendrik Simangunsong; 11 липня 1969) — індонезійський боксер, призер Азійських ігор.

## Аматорська кар'єра
На Азійських іграх 1990 здобув дві перемоги, а у півфіналі програв Абрар Хусейну (Пакистан) і отримав бронзову медаль.
На чемпіонаті Азії 1992 здобув три перемоги і став чемпіоном.
На Олімпійських іграх 1992 переміг Рея Дауні (Канада) — 12-5 і програв Дьйордю Міжеї (Угорщина) — 5-17.
На Олімпійських іграх 1996 в першому бою переміг Александера Квангварі (Зімбабве) — 12-1, а в другому достроково програв Єрмахану Ібраїмову (Казахстан) — RSC-1.